# 황색아나콘다
황색아나콘다(yellow anaconda) 또는 파라과이아나콘다(Paraguayan anaconda)는 남아메리카 원산의 무독성 왕뱀이다. 학명은 에우네크테스 노타에우스(Eunectes notaeus)이며, 현재까지 발견된 아종은 없다.